# Волосівка (Тернопільський район)
Волосі́вка — село в Україні, у Зборівській міській громаді Тернопільського району Тернопільської області. До 2016 було підпорядковане Ярчовецькій сільській раді. 
Розташоване на річці Гнилка, у центрі району.
Населення — 286 осіб (2022).

## Корисні копалини
У східній частині села є поклади торфу.

## Історія
Перша писемна згадка — 1598.
1892 у Волиці була пошесть тифу.
12 червня 2020 року, відповідно до розпорядження Кабінету Міністрів України № 724-р «Про визначення адміністративних центрів та затвердження територій територіальних громад Тернопільської області» увійшло до складу Зборівської міської громади.
19 липня 2020 року, в результаті адміністративно-територіальної реформи та ліквідації Зборівського району, село увійшло до складу Тернопільського району.

## Релігія
- церква святого архістратига Михаїла (1995; кам'яна; УГКЦ).

## Пам'ятники
Споруджено пам'ятник трьом полеглим січовим стрільцям (1929; кам.).
Скульптура Іоанна Хрестителя
Щойновиявлена пам'ятка монументального мистецтва. Розташована біля дороги, перед мостом, біля джерела.
Робота масового виробництва, виготовлена із каменю (встановлена 1882 р.).
Постамент — 1,1×1,1 м, висота 2,0 м; висота скульптури 1,3 м.

## Постаті
- Волошин Руслан Андрійович (1992—2022) — старший солдат Збройних сил України, учасник російсько-української війни.

## Галерея

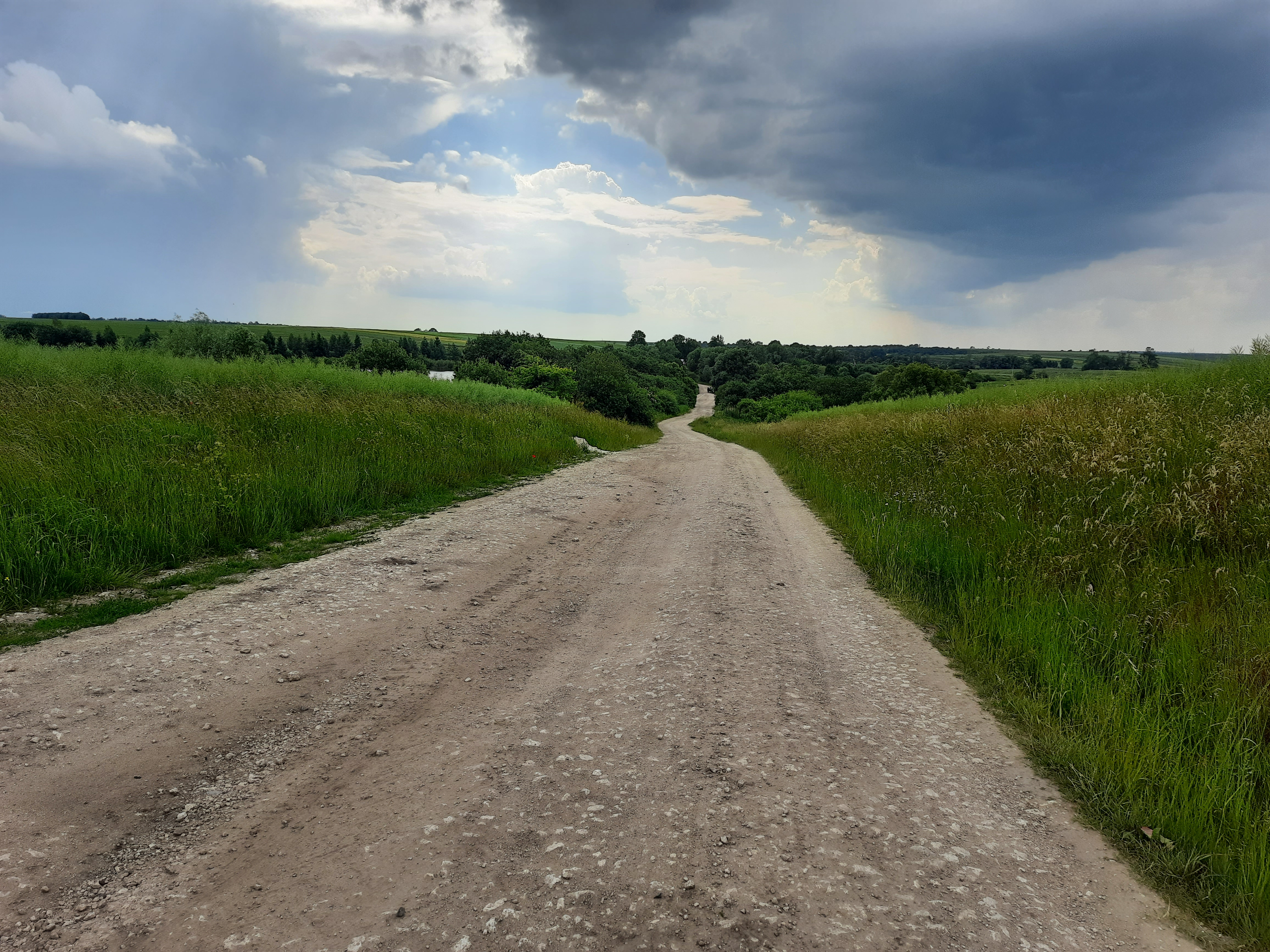
Дорога в село
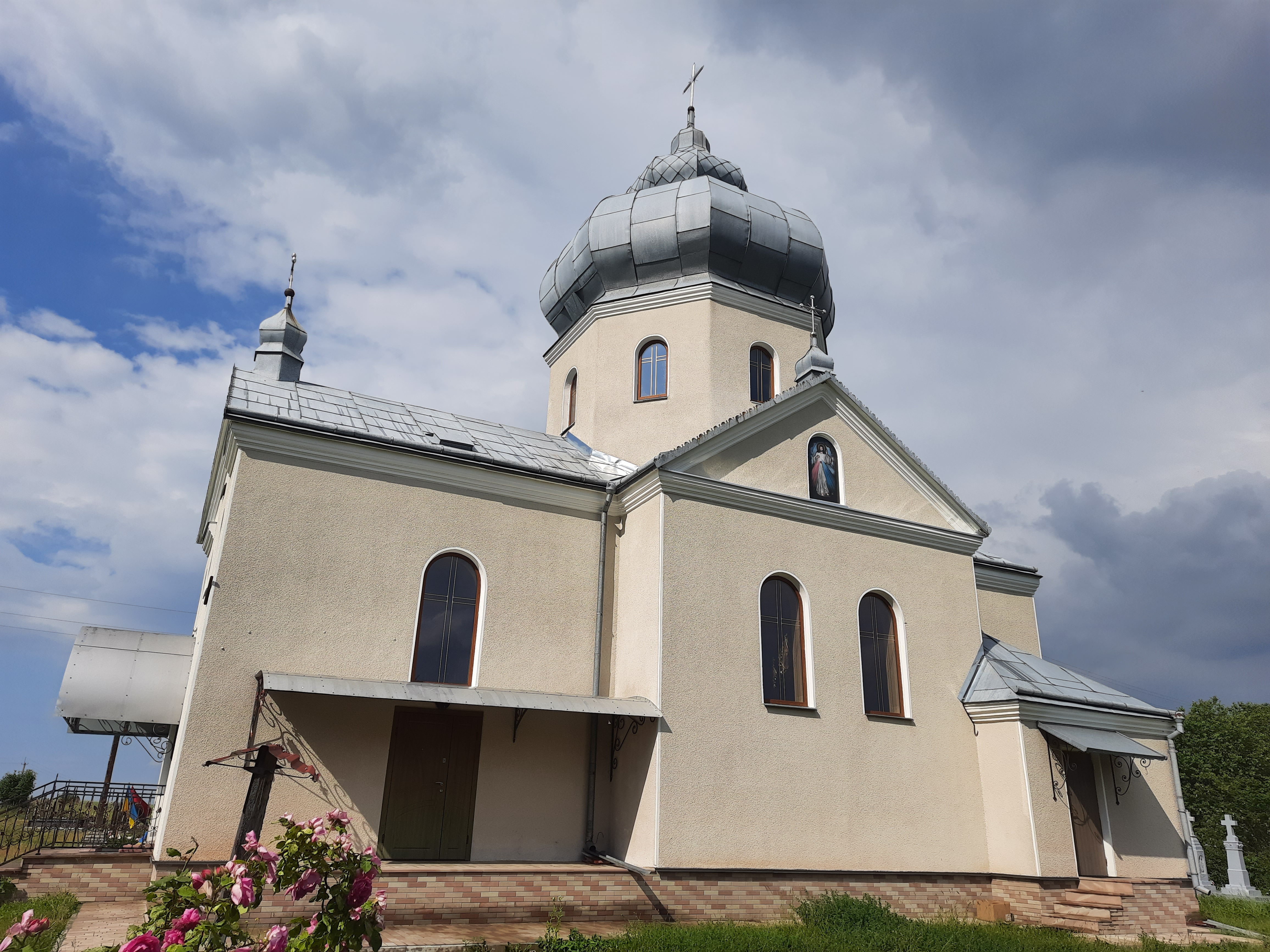
Церква святого архістратига Михаїла
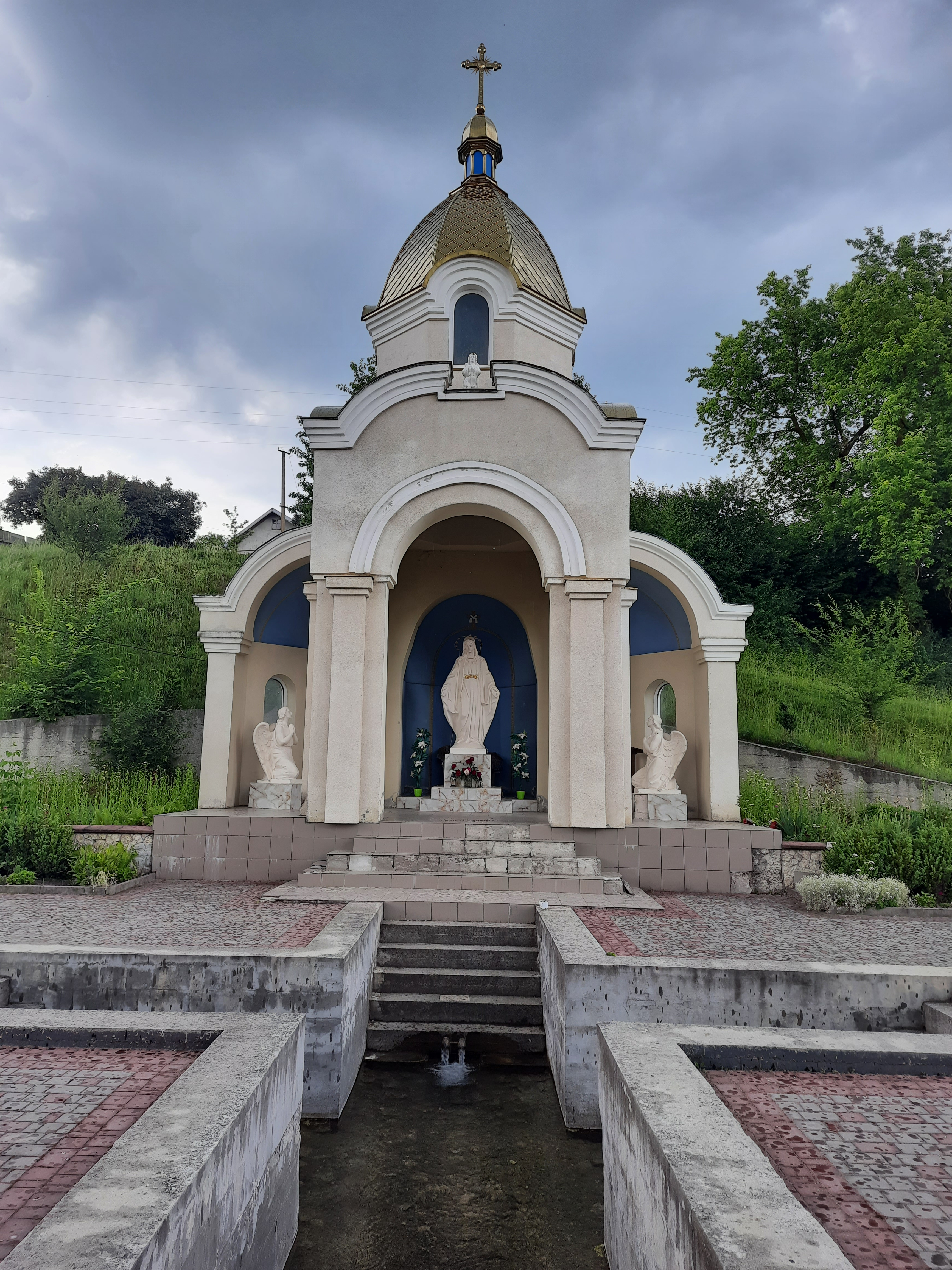
Капличка біля джерела
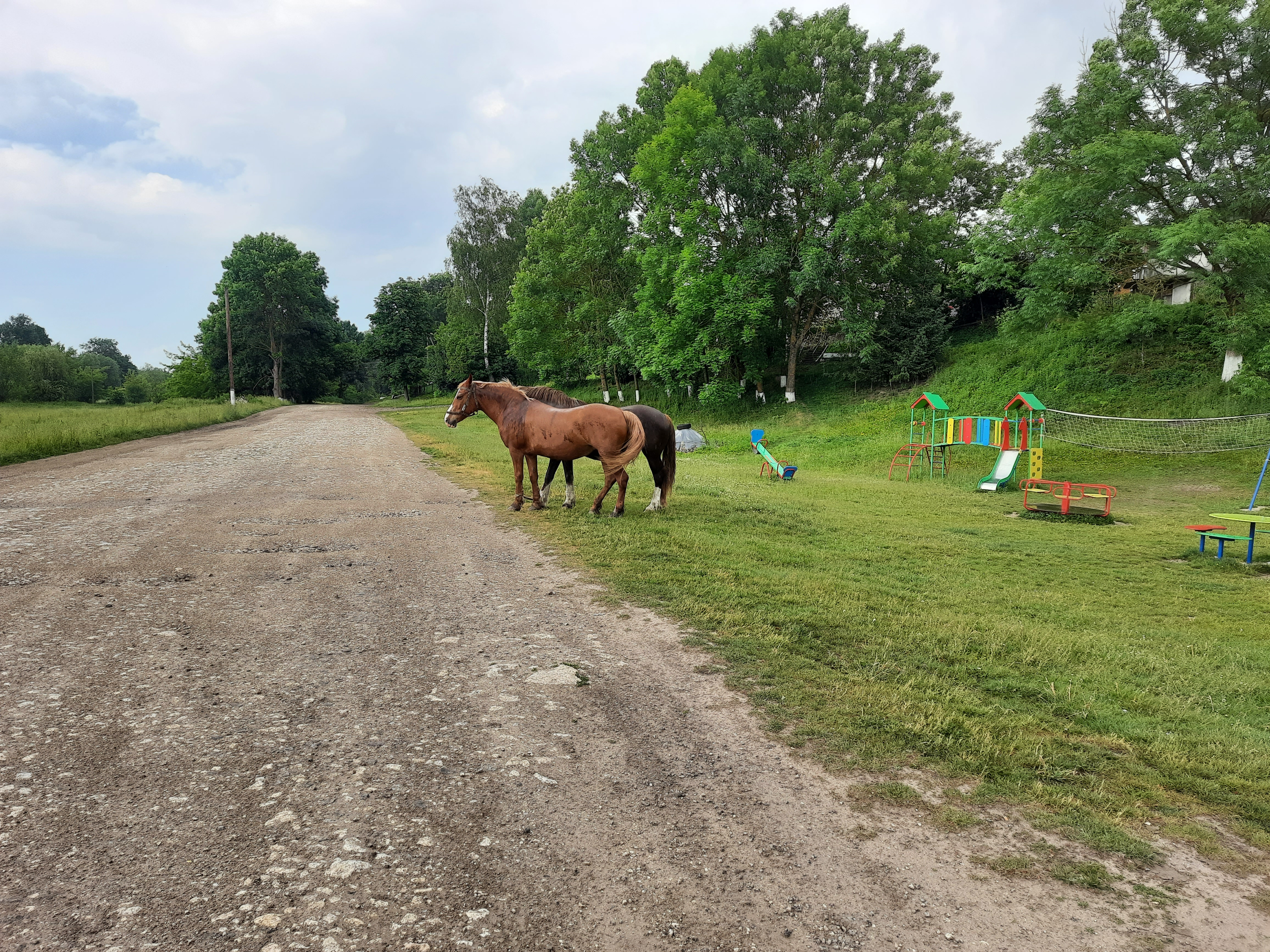
Сільський пейзаж
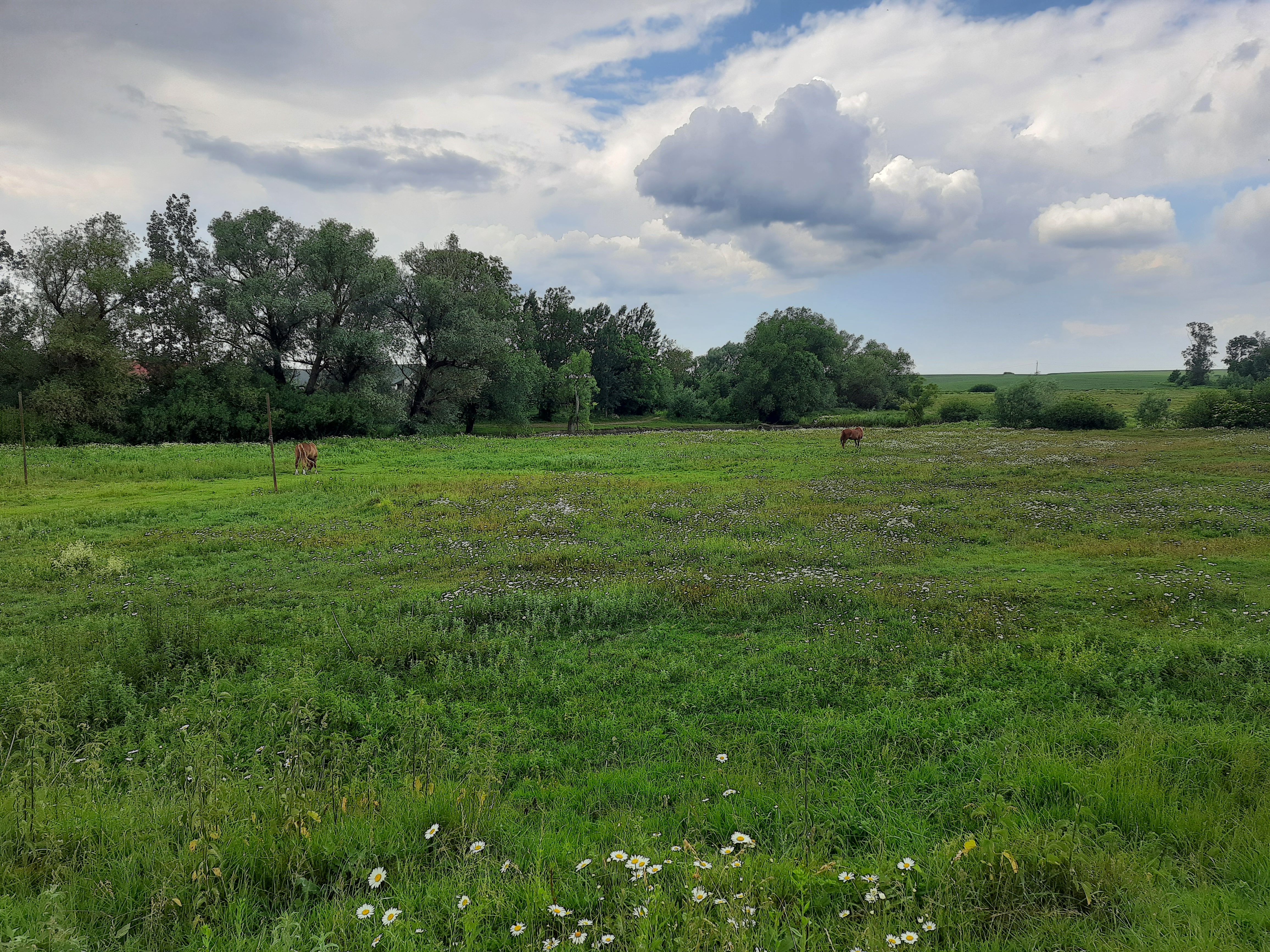
Краєвид біля села